# Galinsoor
Galinsoor (ou ainda: Ghelinsor, Ghèlinsor, Gellinsor, Gellinsoor ou Gallinsor) uma cidade da região de Mudug, Somália. Está localizada próxima a divisa com a região de  Galguduud, 70 km ao sul de Galcaio e 650 km ao norte de Mogadíscio. Atualmente a cidade pertence a região de Hobyo, no estado de Galmudug, um estado auto-proclamado autônomo que surgiu na Somália em 14 de agosto de 2006. 
A população da cidade é estimada em torno de 10.000 habitantes (2006) e é, em sua grande maioria, constituída pelo clã Saad, pentencente ao Habar Gedir, e pelo clã Wagardhac pertencente ao Marehan.
- Latitude: 6° 26' 00 Norte
- Longitude: 46° 42' 00 Leste
- Altitude: 348 metros